# ジョセフ・ギタウ
ジョセフ・ギタウ（Joseph Gitau、1988年1月3日 - ）は、日本国内で活躍しているケニア出身の男子陸上競技選手（長距離種目）。身長167cm、体重49kg。血液型AB型。

## 経歴
ケニア中央州マラグア県出身。広島県立世羅高等学校に留学し、同校の全国高等学校駅伝競走大会優勝に貢献した。高校卒業後は実業団のJFEスチールに就職し、競走部に所属し競技を続けている。2012年福岡国際マラソン優勝。2013年同2位。

## 人物
- 趣味は音楽鑑賞
- 好物はカレーライス。嫌いな食べ物は納豆。

## 主な戦績
- 2004年　彩の国まごころ国体　3000m　少年男子B　1位　8分18秒62
- 2005年　全国高等学校駅伝競走大会　1区　1位　28分25秒
- 2012年　福岡国際マラソン　1位　2時間6分58秒

## 自己ベスト
- 3000m　8分05秒　福山　2007年10月16日
- 5000m　13分43秒0　呉　2006年9月23日
- 10000m　27分58秒09　天童　2008年9月26日
- 10km　28分27秒　札幌　2008年6月15日
- 15km　43分11秒　札幌　2008年6月15日
- 20km　58分05秒　札幌　2008年6月15日
- ハーフマラソン　1時間01分19秒　札幌 2008年6月15日
- マラソン　2時間06分58秒　福岡 2012年12月2日